# Niedermorschwihr
Niedermorschwihr [nidəʁmɔʁʃviʁ] est une commune française située dans la circonscription administrative du Haut-Rhin et, depuis le 1er janvier 2021, dans le territoire de la Collectivité européenne d'Alsace, en région Grand Est.
Cette commune se trouve dans la région historique et culturelle d'Alsace.
Ses habitants sont appelés les Morvilois ou Morvilais.

## Géographie
Niedermorschwihr est située à l'ouest de Colmar, près de Turckheim, sur la route des vins d'Alsace.
Écarts et lieux-dits : Hunabuhl / Hunnabuhl.
| Ammerschwihr |                  | Katzenthal |
|              | Niedermorschwihr |            |
|              | Turckheim        |            |

### Hydrographie
La commune est dans le bassin versant du Rhin au sein du bassin Rhin-Meuse. Elle est drainée par le Weidbach,.

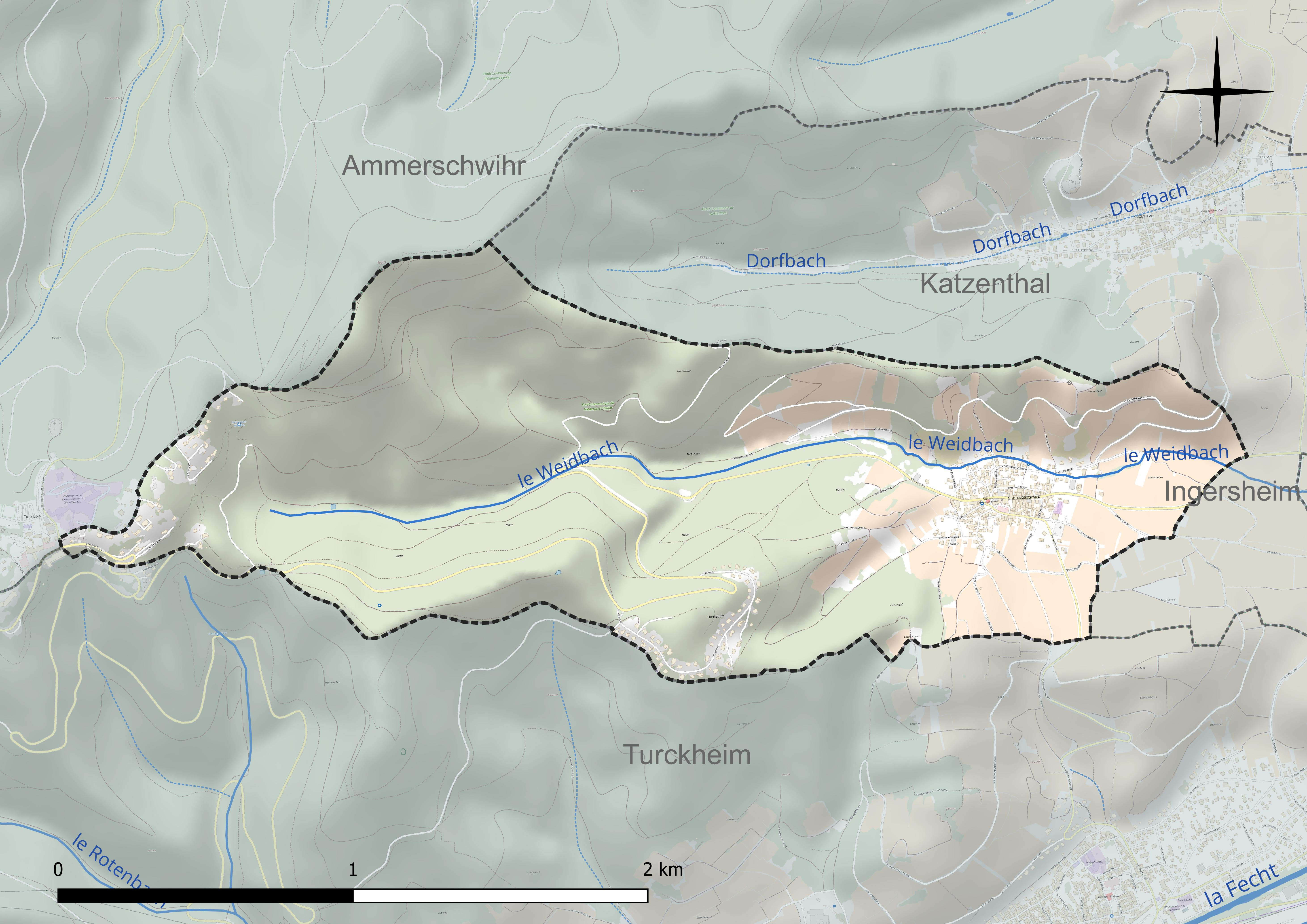
Réseau hydrographique de Niedermorschwihr.

### Climat
Pour des articles plus généraux, voir Climat du Grand Est et Climat du Haut-Rhin.
En 2010, le climat de la commune est de type climat des marges montargnardes, selon une étude du Centre national de la recherche scientifique s'appuyant sur une série de données couvrant la période 1971-2000. En 2020, Météo-France publie une typologie des climats de la France métropolitaine dans laquelle la commune est exposée à un climat semi-continental et est dans la région climatique  Vosges, caractérisée par une pluviométrie très élevée (1 500 à 2 000 mm/an) en toutes saisons et un hiver rude (moins de 1 °C). 
Pour la période 1971-2000, la température annuelle moyenne est de 10,1 °C, avec une amplitude thermique annuelle de 17,5 °C. Le cumul annuel moyen de précipitations est de 779 mm, avec 9,5 jours de précipitations en janvier et 9,8 jours en juillet. Pour la période 1991-2020, la température moyenne annuelle observée sur la station météorologique de Météo-France la plus proche, « Trois-Épis_sapc », sur la commune de Turckheim à 1 km à vol d'oiseau, est de 9,8 °C et le cumul annuel moyen de précipitations est de 804,5 mm. 
La température maximale relevée sur cette station est de 35,7 °C, atteinte le 7 août 2015 ; la température minimale est de −20 °C, atteinte le 13 janvier 1987,,. 
Les paramètres climatiques de la commune ont été estimés pour le milieu du siècle (2041-2070) selon différents scénarios d'émission de gaz à effet de serre à partir des nouvelles projections climatiques de référence DRIAS-2020. Ils sont consultables sur un site dédié publié par Météo-France en novembre 2022.

## Urbanisme

### Typologie
Au 1er janvier 2024, Niedermorschwihr est catégorisée commune rurale à habitat dispersé, selon la nouvelle grille communale de densité à sept niveaux définie par l'Insee en 2022.
Elle est située hors unité urbaine. Par ailleurs la commune fait partie de l'aire d'attraction de Colmar, dont elle est une commune de la couronne,. Cette aire, qui regroupe 95 communes, est catégorisée dans les aires de 50 000 à moins de 200 000 habitants,.

### Occupation des sols
L'occupation des sols de la commune, telle qu'elle ressort de la base de données européenne d’occupation biophysique des sols Corine Land Cover (CLC), est marquée par l'importance des forêts et milieux semi-naturels (66,8 % en 2018), une proportion identique à celle de 1990 (66,8 %). La répartition détaillée en 2018 est la suivante : 
forêts (66,8 %), cultures permanentes (29 %), zones urbanisées (4,2 %). L'évolution de l’occupation des sols de la commune et de ses infrastructures peut être observée sur les différentes représentations cartographiques du territoire : la carte de Cassini (XVIIIe siècle), la carte d'état-major (1820-1866) et les cartes ou photos aériennes de l'IGN pour la période actuelle (1950 à aujourd'hui).

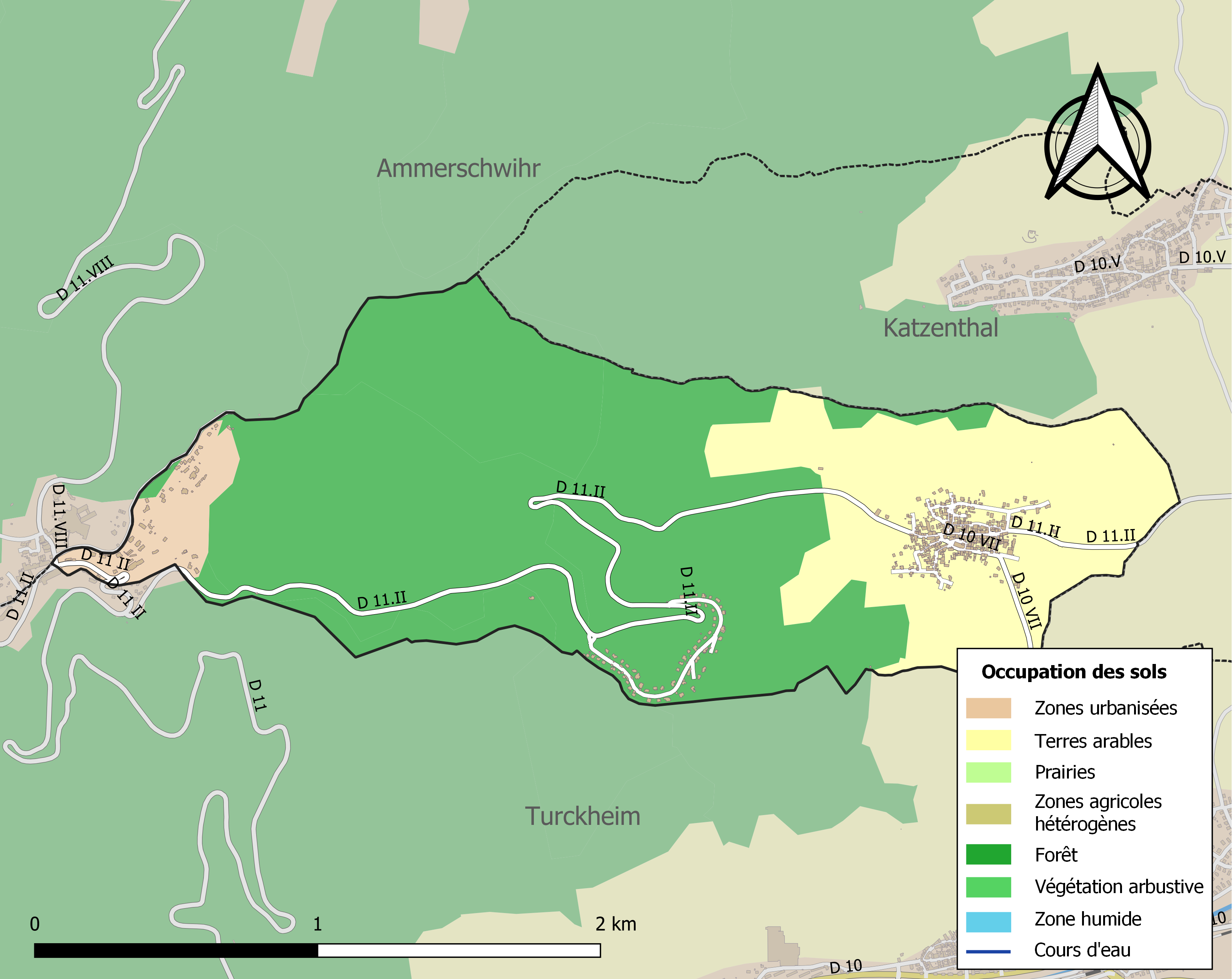
Carte des infrastructures et de l'occupation des sols de la commune en 2018 (CLC).

## Histoire
Le village est connu sous le nom de Morswilre dès 1148, nom apparu dans une bulle du pape. Plus tard, au XVIe siècle, la commune est renommée Niedermorschwihr afin de pouvoir le distinguer d'Obermorschwihr qui se trouve près d'Eguisheim. Elle appartenait pour moitié à l'Empire et pour moitié aux Habsbourg.
Aucun vestige visible ne subsistant, la thèse affirmant que le cimetière aurait été fortifié est contestable. 
Connu pour son clocher vrillé, Niedermorschwihr comporte plusieurs maisons de vigneron avec des magnifiques oriels et a gardé un cachet authentique.
À cheval sur les bans d'Ammerschwihr, de Niedermorschwihr et de Turckheim se trouve la station climatique des Trois-Épis, abritant entre autres un centre d'altitude et de cure de repos. Cette station redynamisée ces dernières années comporte des jardins classés et un point de vue accessible aux personnes à mobilité réduite.
Les Trois-Épis sont nés d'un pèlerinage dédié à la Vierge et fondé en 1491 : en effet, la Vierge y serait apparue à un forgeron d'Orbey, tenant d'une main trois épis de blé, de l'autre un grêlon (augure d'une bonne ou d'une mauvaise récolte selon que les gens se convertiraient ou non). Le pèlerinage reprit rapidement, après avoir été interrompu par la guerre de Trente Ans. Un prieuré fondé en 1651 fut supprimé à la Révolution. Le pèlerinage cependant existe toujours.
La commune a été décorée, le 11 novembre 1948, de la Croix de guerre 1939-1945.

### Héraldique
| Blason de Niedermorschwihr | Les armes de Niedermorschwihr se blasonnent ainsi : « De gueules à la tête de mauresque cousue de sable, perlée d'argent, à la bordure du même. » |

## Démographie
L'évolution du nombre d'habitants est connue à travers les recensements de la population effectués dans la commune depuis 1793. Pour les communes de moins de 10 000 habitants, une enquête de recensement portant sur toute la population est réalisée tous les cinq ans, les populations de référence des années intermédiaires étant quant à elles estimées par interpolation ou extrapolation. Pour la commune, le premier recensement exhaustif entrant dans le cadre du nouveau dispositif a été réalisé en 2004.

En 2022, la commune comptait 561 habitants, en évolution de +5,25 % par rapport à 2016 (Haut-Rhin : +0,66 %, France hors Mayotte : +2,11 %).
| 1793 | 1800 | 1806 | 1821 | 1831 | 1836 | 1841 | 1846 | 1851 |
| ---- | ---- | ---- | ---- | ---- | ---- | ---- | ---- | ---- |
| 805  | 817  | 847  | 951  | 987  | 972  | 907  | 949  | 938  |

| 1856 | 1861 | 1866 | 1871 | 1875 | 1880 | 1885 | 1890 | 1895 |
| ---- | ---- | ---- | ---- | ---- | ---- | ---- | ---- | ---- |
| 819  | 828  | 827  | 781  | 717  | 742  | 751  | 715  | 703  |

| 1900 | 1905 | 1910 | 1921 | 1926 | 1931 | 1936 | 1946 | 1954 |
| ---- | ---- | ---- | ---- | ---- | ---- | ---- | ---- | ---- |
| 710  | 710  | 726  | 658  | 632  | 636  | 634  | 518  | 503  |

| 1962 | 1968 | 1975 | 1982 | 1990 | 1999 | 2004 | 2006 | 2009 |
| ---- | ---- | ---- | ---- | ---- | ---- | ---- | ---- | ---- |
| 653  | 554  | 553  | 620  | 609  | 585  | 568  | 577  | 557  |

| 2014 | 2019 | 2022 | - | - | - | - | - | - |
| ---- | ---- | ---- | - | - | - | - | - | - |
| 537  | 558  | 561  | - | - | - | - | - | - |

## Politique et administration

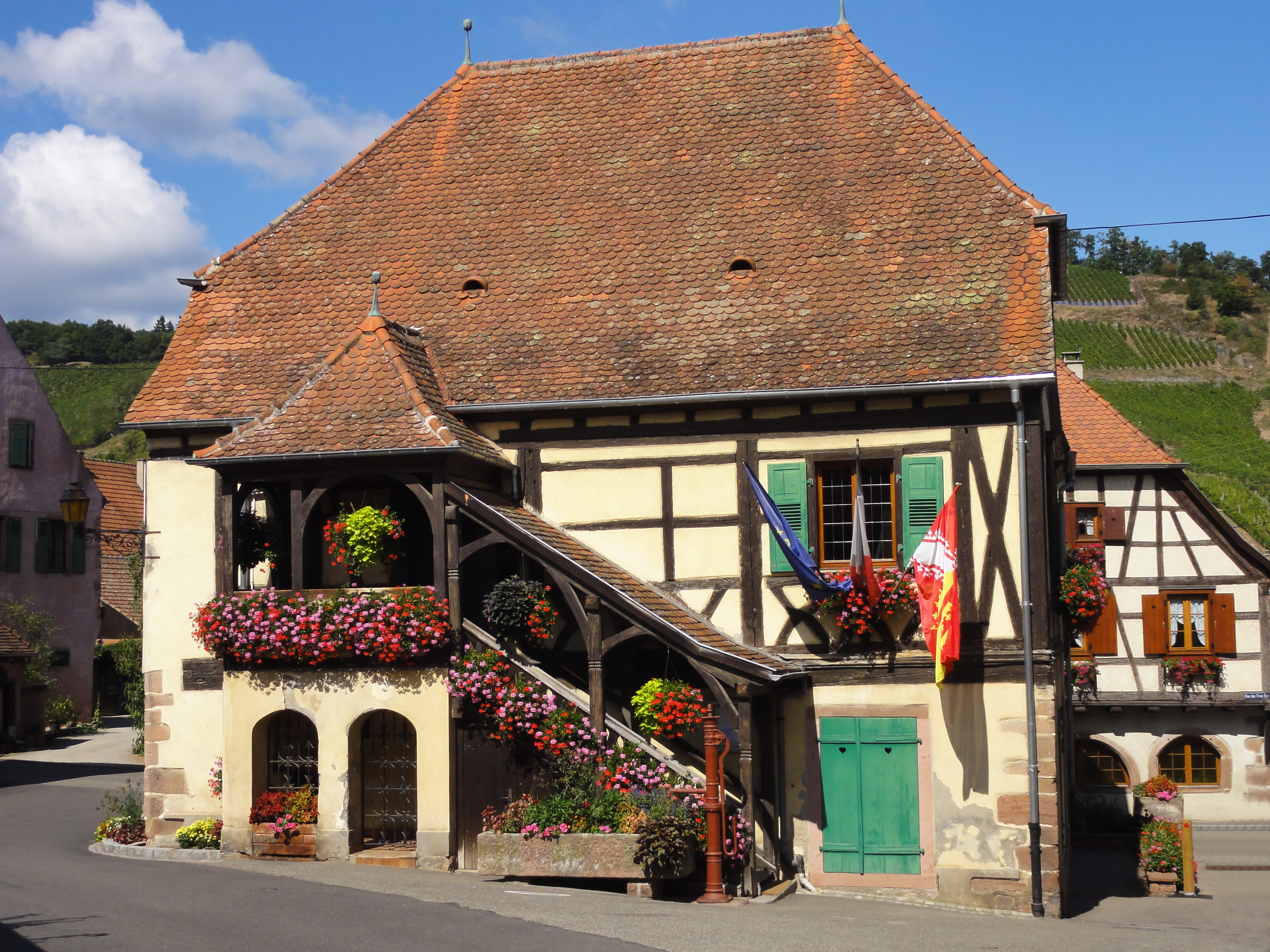
Mairie (1908).

| Période                                  | Période                   | Identité                                      | Étiquette | Qualité |
| ---------------------------------------- | ------------------------- | --------------------------------------------- | --------- | ------- |
| 1900                                     | 1911                      | Jean-Baptiste KAUFFMANN                       |           |         |
| 1911                                     | 1914                      | Jean-Baptiste LAURENT                         |           |         |
| 1914                                     | 1925                      | Aimé GRUENER                                  |           |         |
| 1925                                     | 1925                      | Xavier KUNTZMANN                              |           |         |
| 1925                                     | 1941                      | Paul WEINZORN                                 |           |         |
| 1941                                     | 1944                      | Jean-Baptiste LAURENT                         |           |         |
| 1944                                     | 1945                      | Adrien BARXELL                                |           |         |
| 1945                                     | 1947                      | Lucien WEINZORN                               |           |         |
| 1947                                     | 1960                      | René WEINZORN                                 |           |         |
| 1960                                     | 1977                      | Eugène LAURENT                                |           |         |
| 1977                                     | 1989                      | Georges DIETRICH                              |           |         |
| 1989                                     | 2001                      | Maurice FERBER                                |           |         |
| 2001                                     | 2014                      | Michel TOUSSAINT                              |           |         |
| 2014                                     | En cours (au 31 mai 2020) | Daniel BERNARD Réélu pour le mandat 2020-2026 |           |         |
| Les données manquantes sont à compléter. |                           |                                               |           |         |

## Lieux et monuments
- L'église Saint Gall[25],[26] possède un clocher tors qui est une flèche octogonale tordue de droite à gauche de 45° recouverte de tuiles. À l'intérieur de l'église, on peut voir une maquette de la charpente réalisée par les Compagnons du Devoir.

Outre cette particularité architecturale, l'église comporte un orgue d'André Silbermann, conçu en 1726, à l'origine pour le Couvent des Dominicains de Colmar,,.

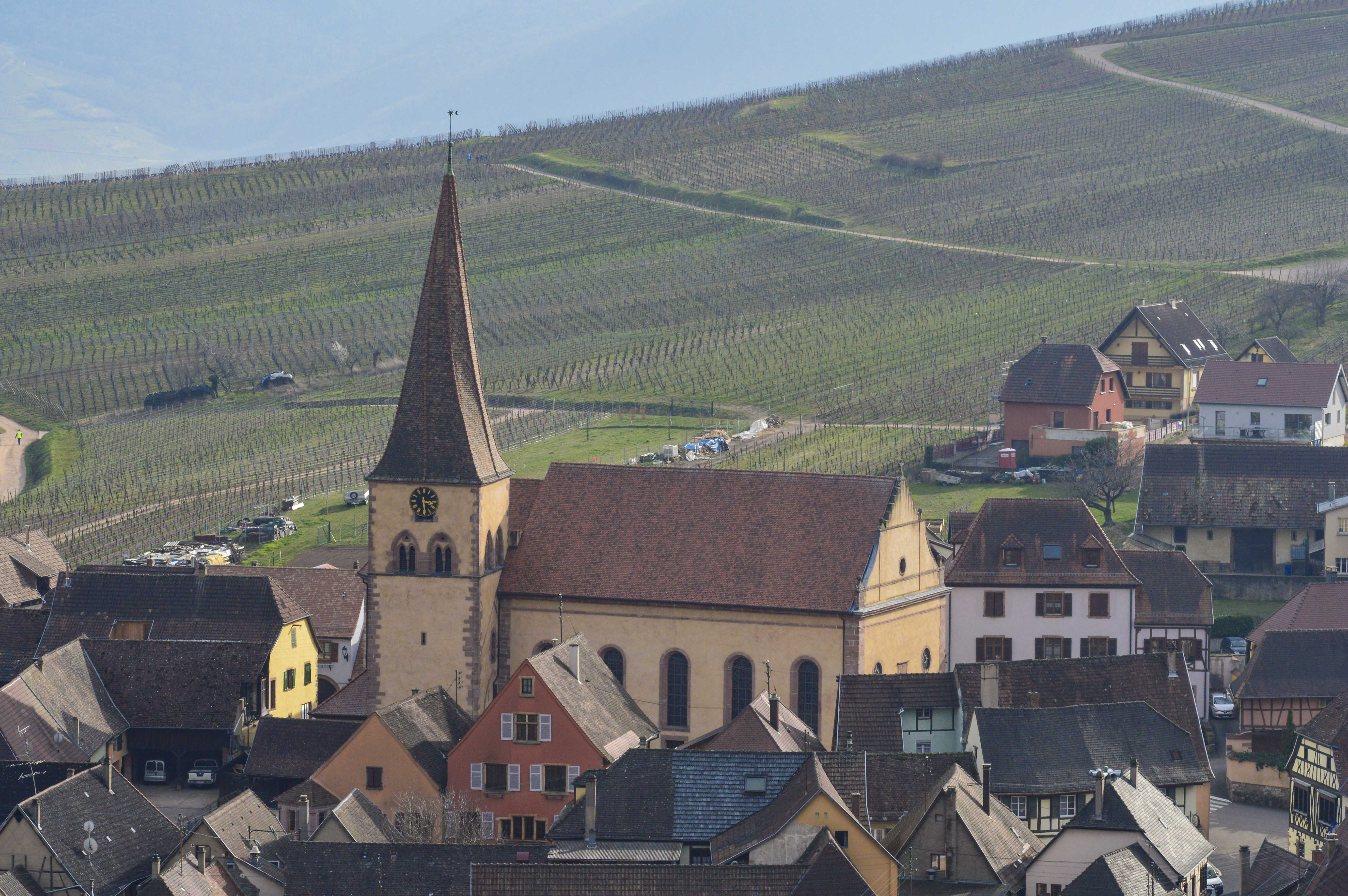
Église Saint-Gall.
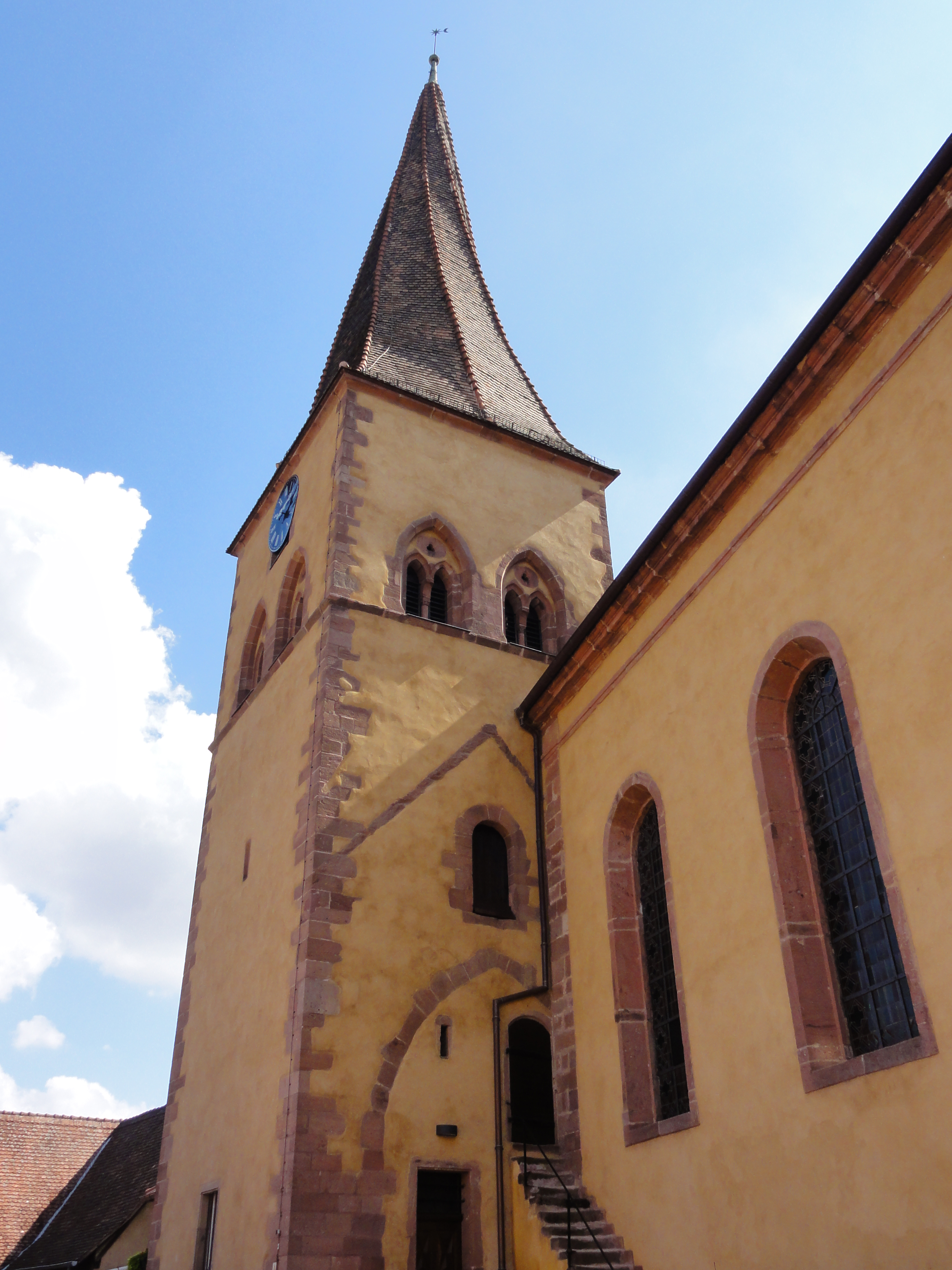
Clocher tors du XIIIe.
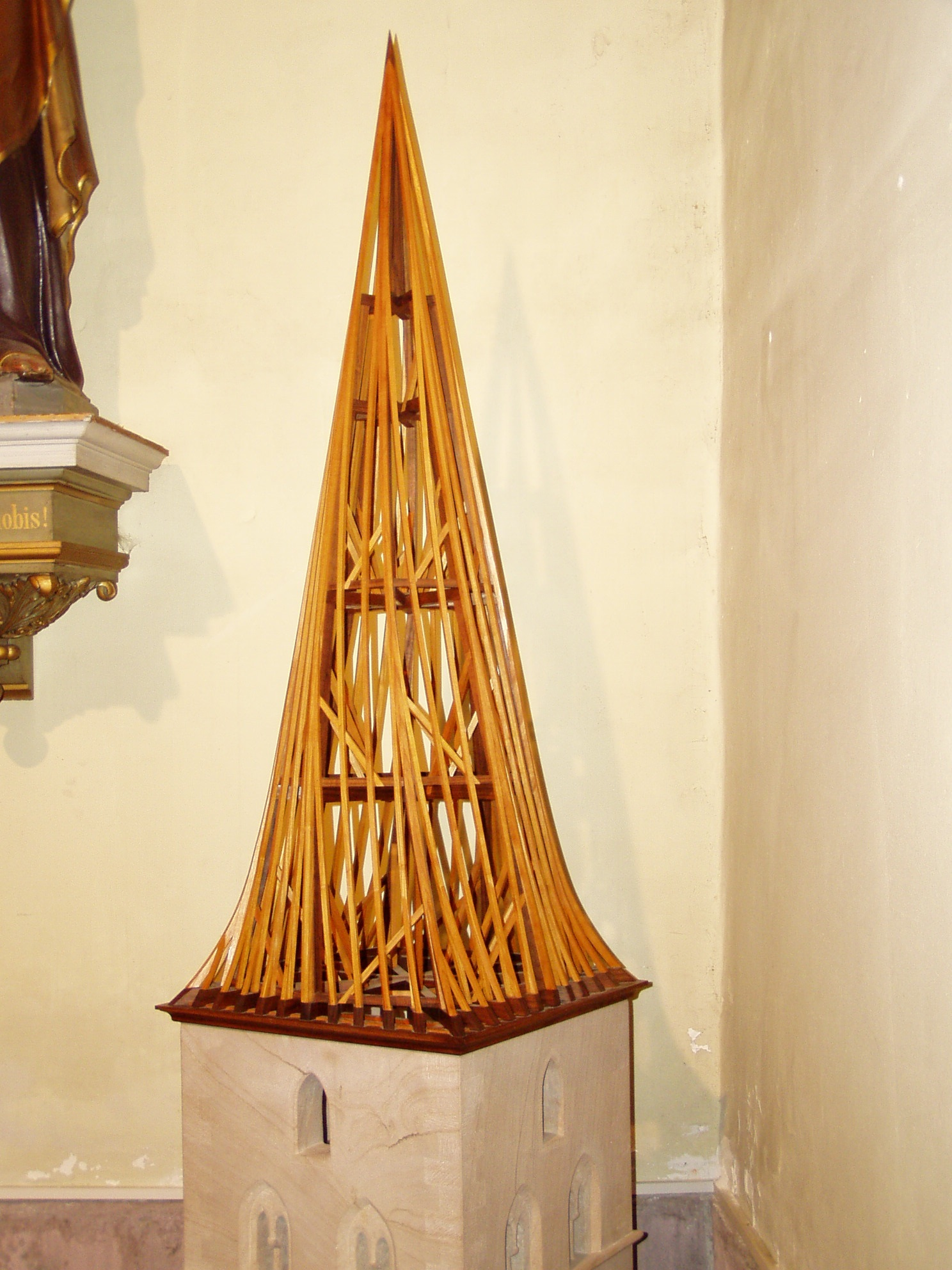
Maquette de la charpente.
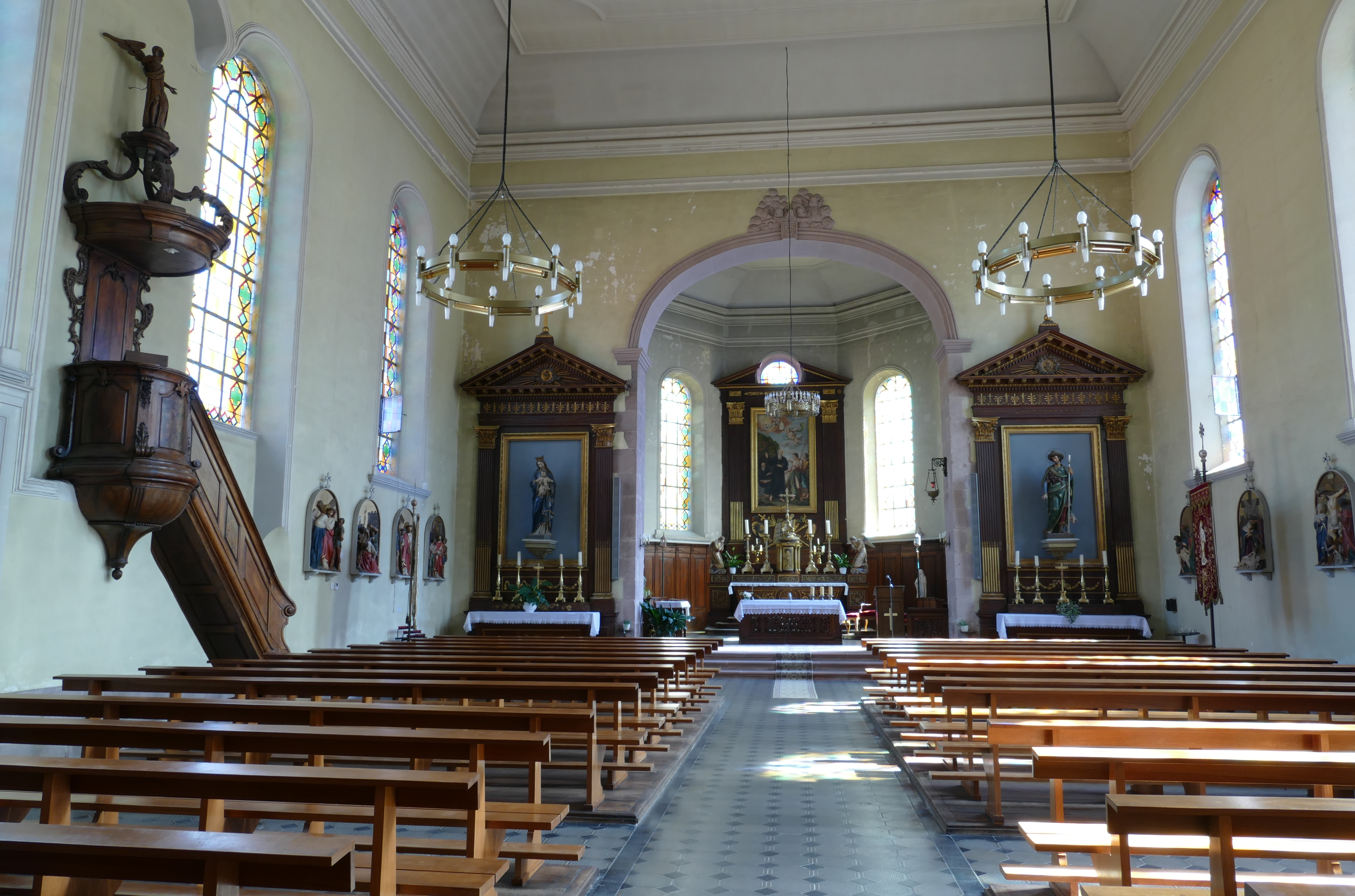
Vue intérieure de la nef vers le chœur.
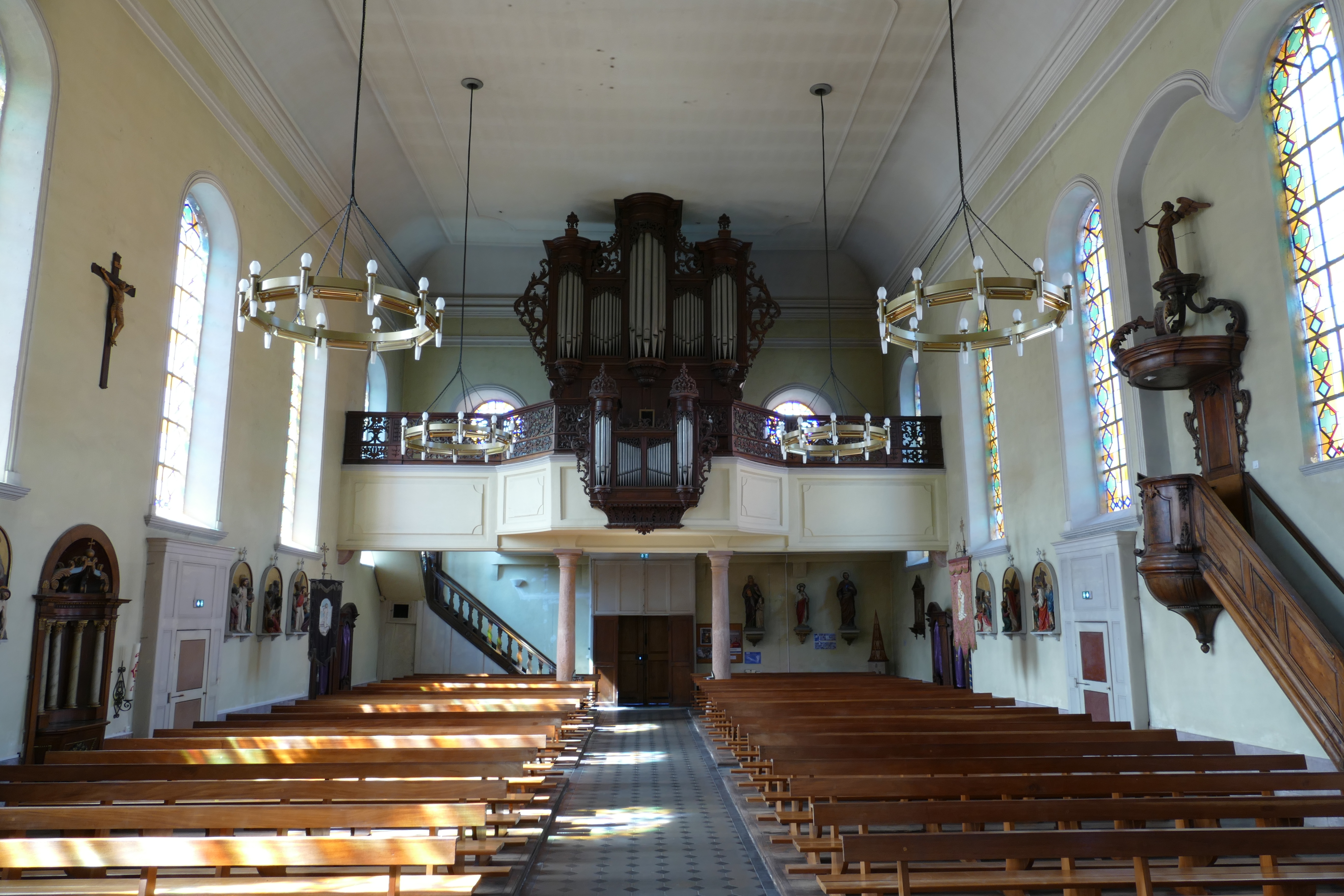
Vue intérieure de la nef vers la tribune d'orgue.
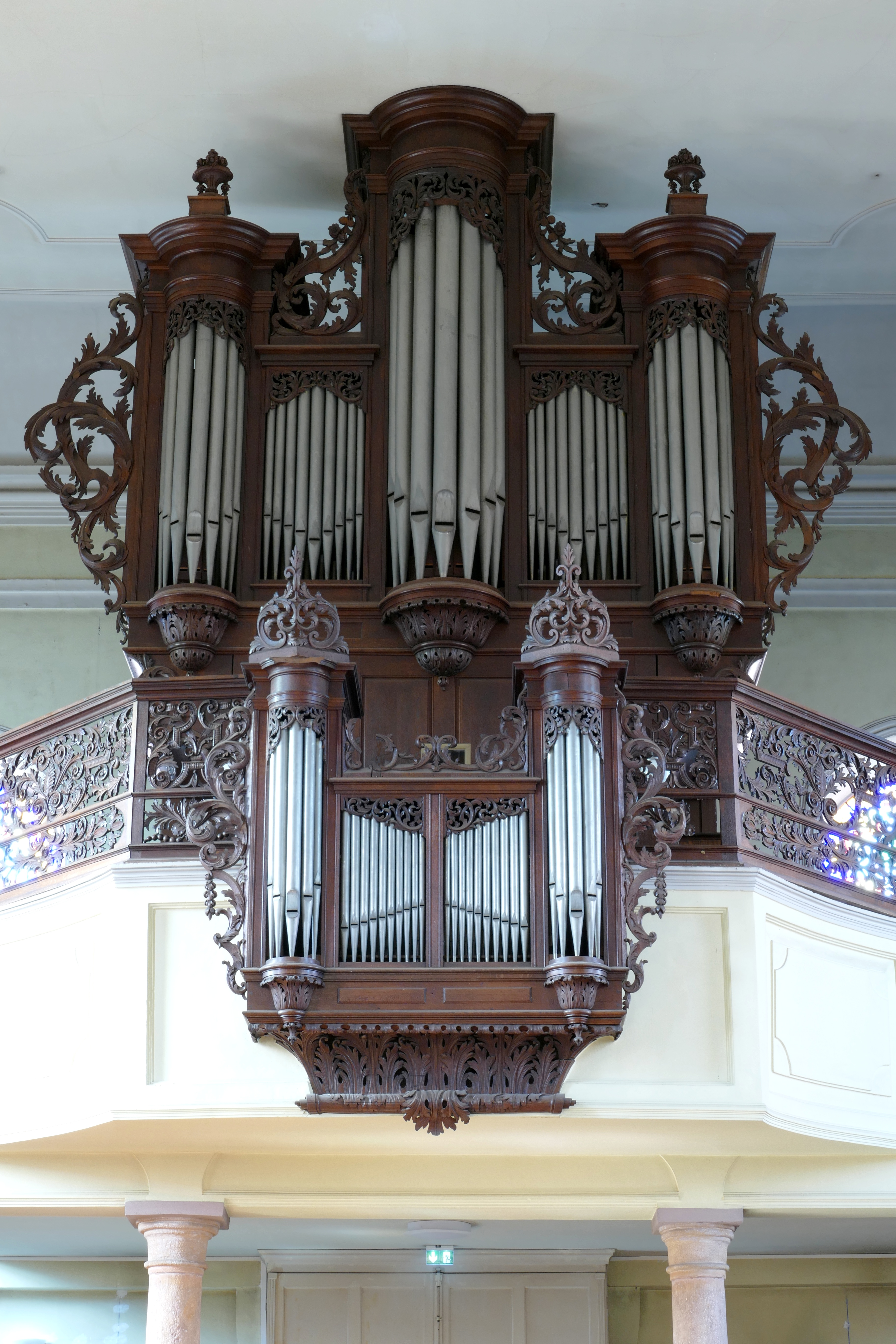
Orgue de tribune Andreas Silbermann (1726).
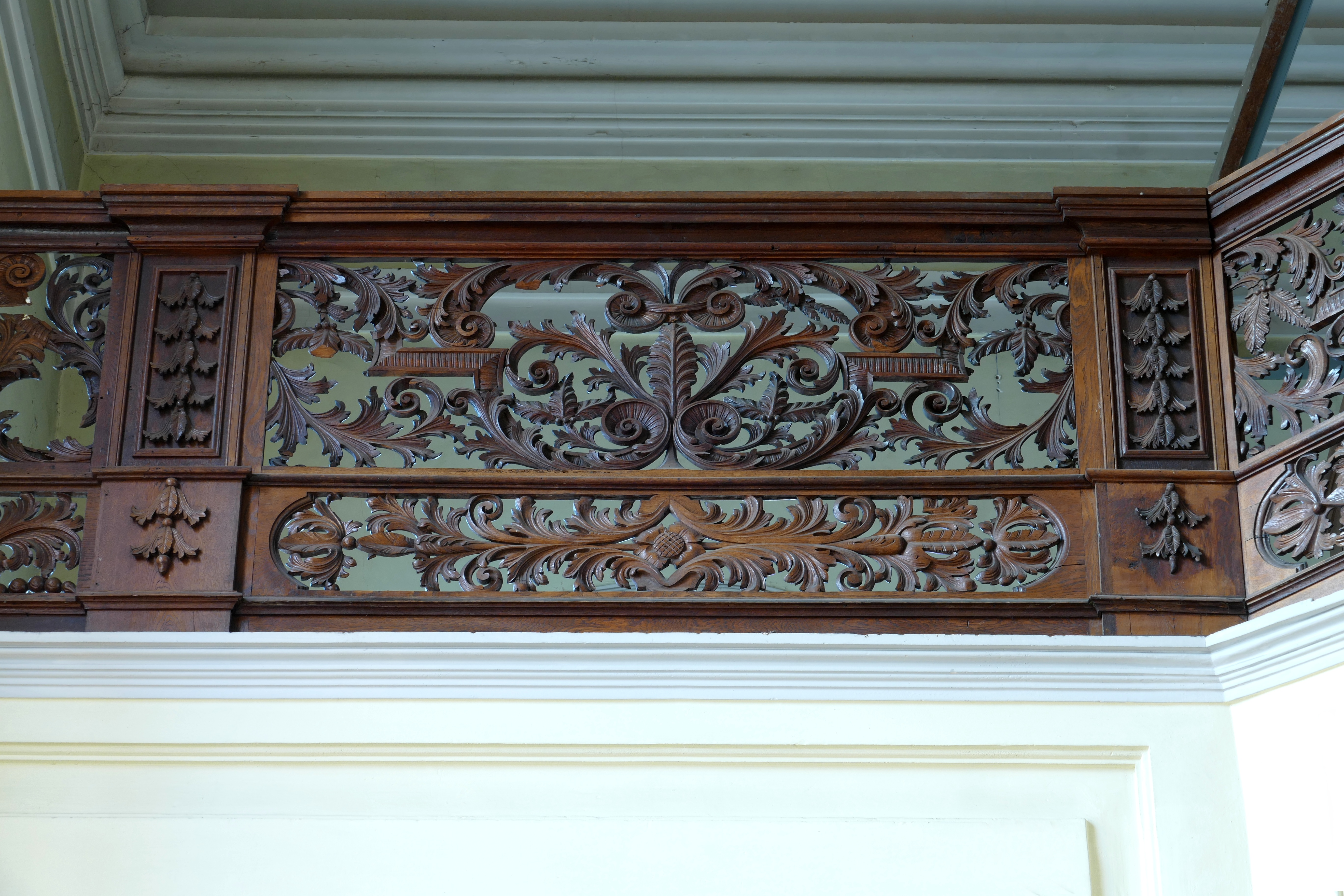
Détails du garde-corps de tribune.

- Chapelle Saint-Wendelin[30].

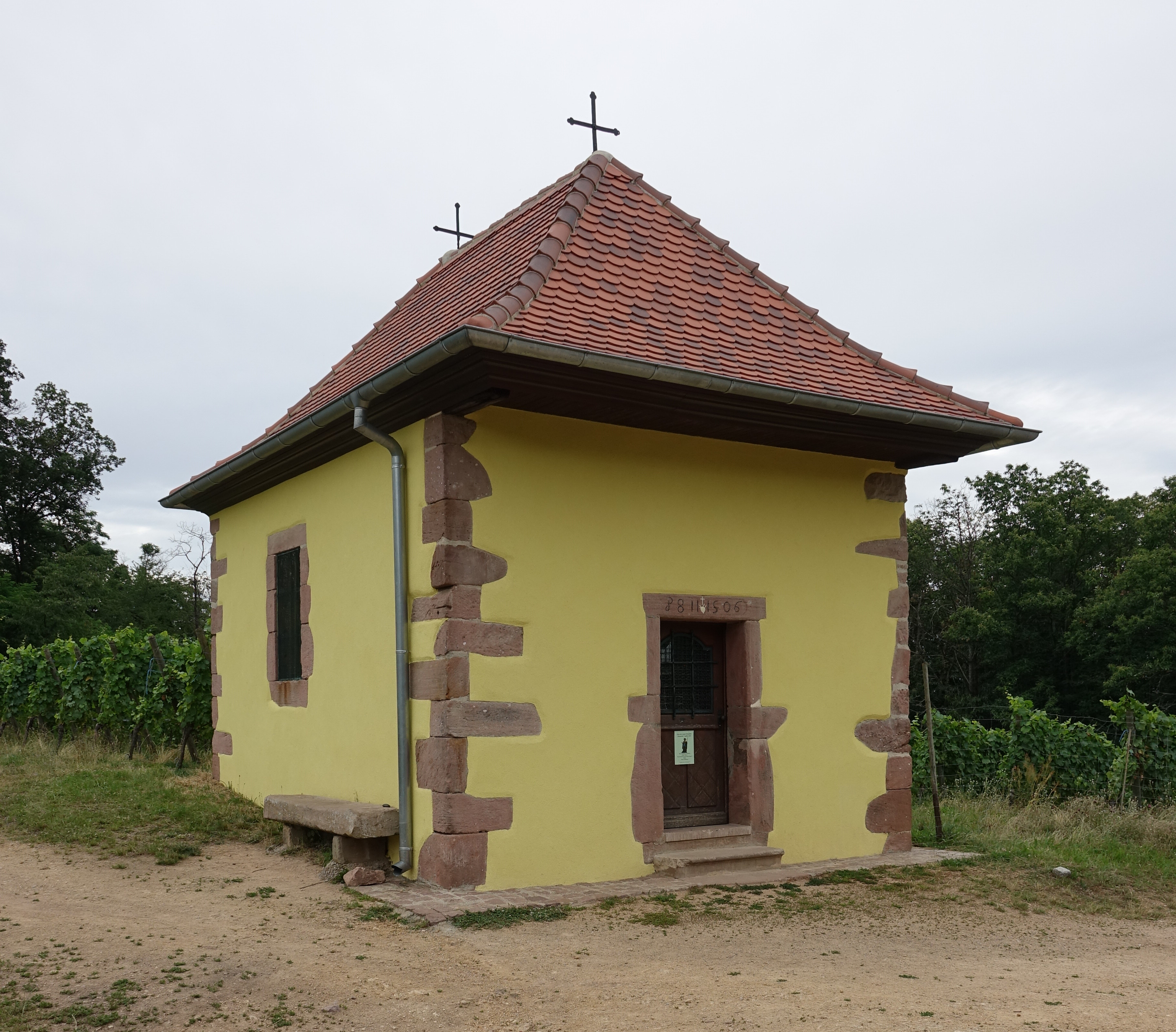
Chapelle Saint-Wendelin.

- Nombreuses maisons pittoresques.

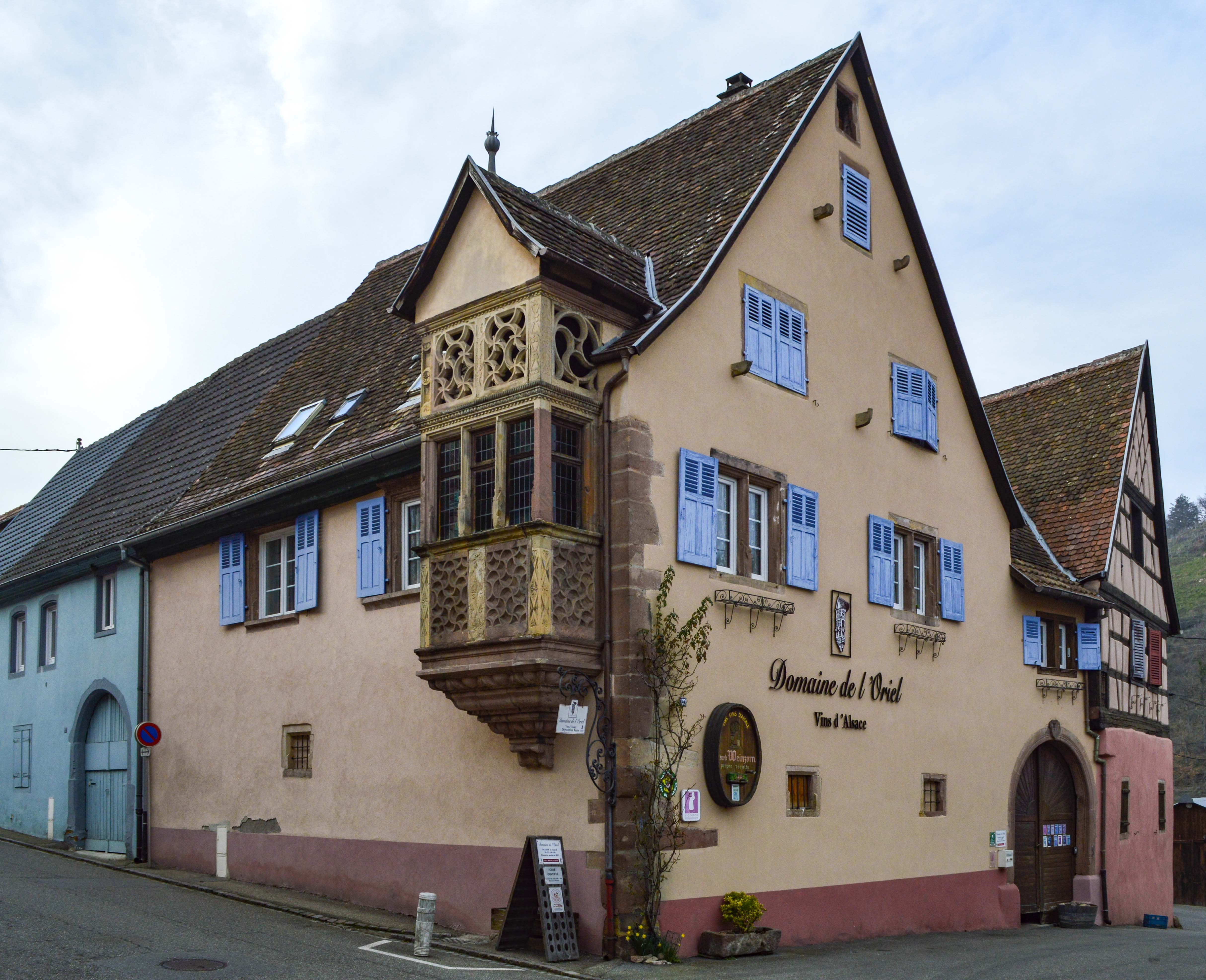
Maison de vigneron (1619), 133 rue des Trois-Épis[31].
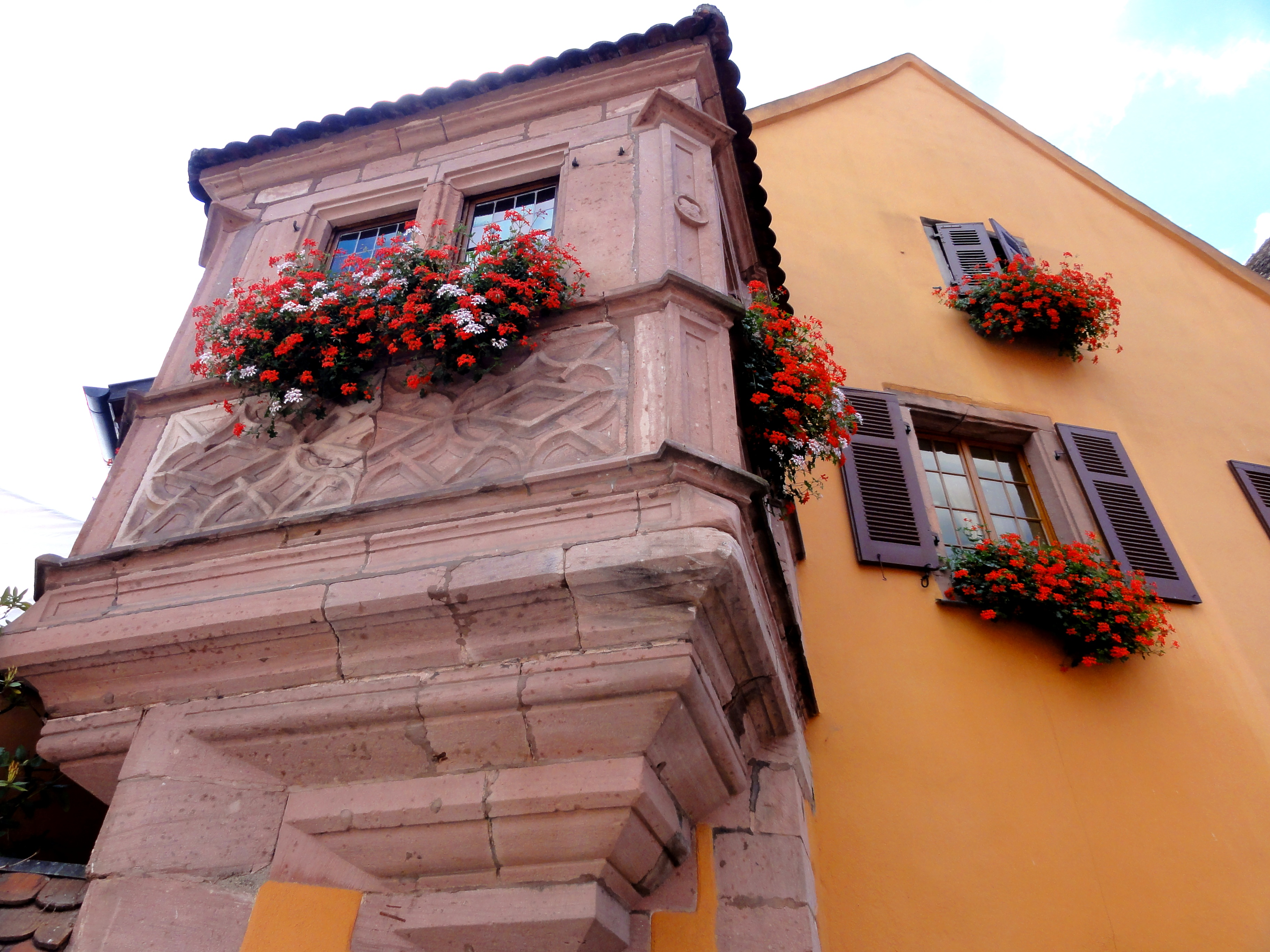
Oriel (1562), 15 rue des Trois-Épis[32].
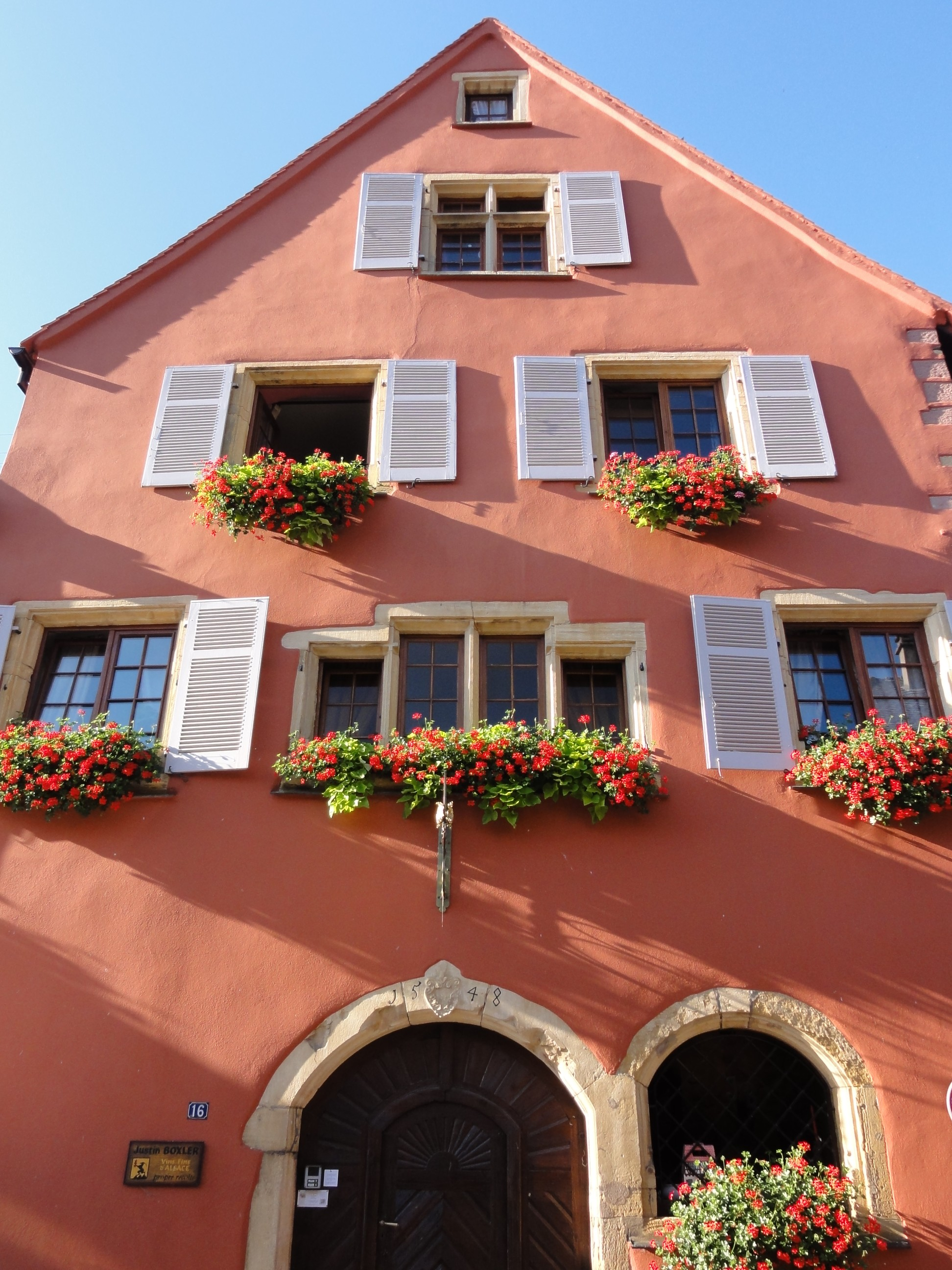
Maison de vigneron (1548), 16 rue des Trois-Épis[33].
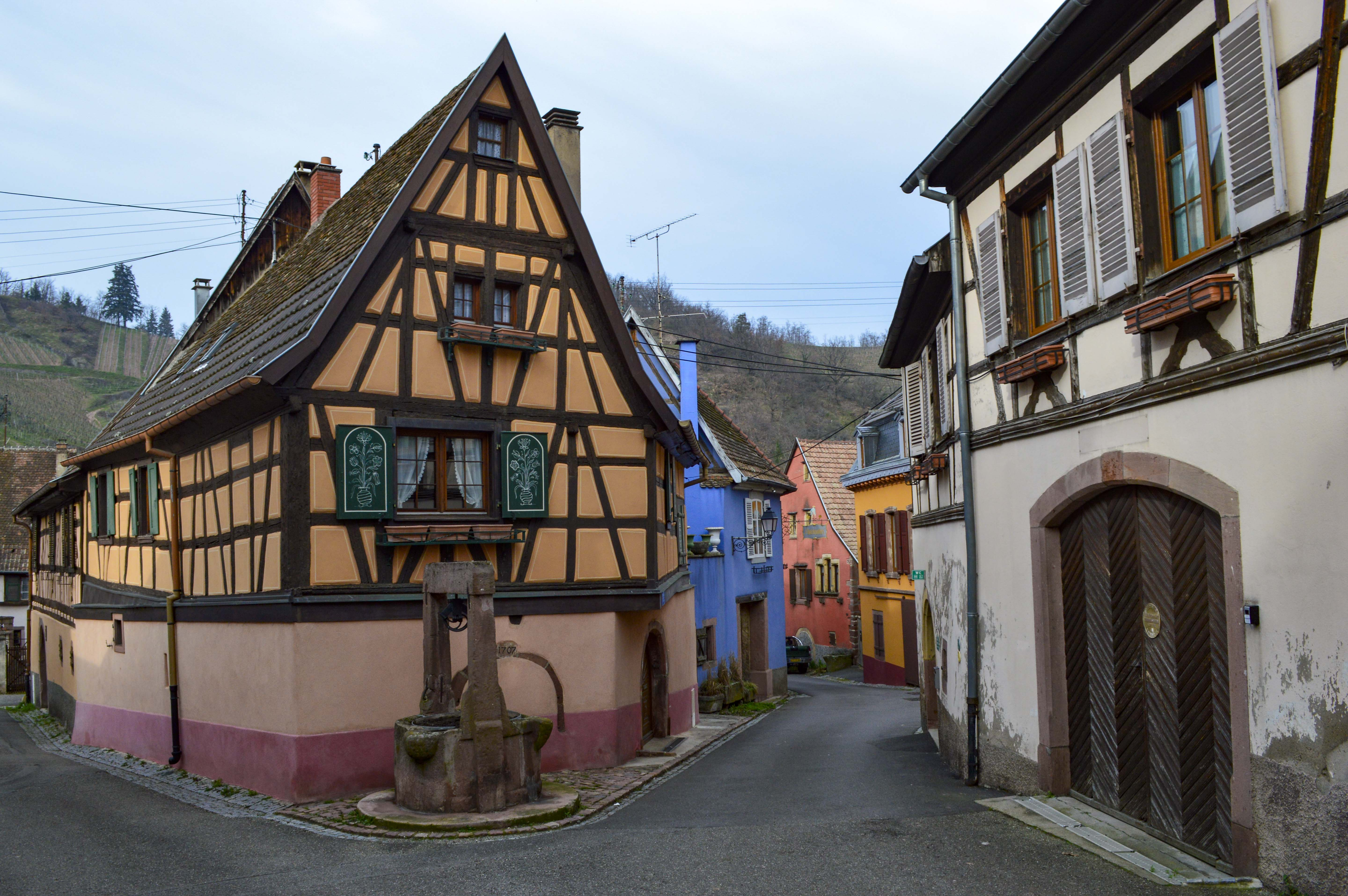
Maison de vigneron (XVIe-XVIIIe), 110 rue de Ribeaupierre[34].
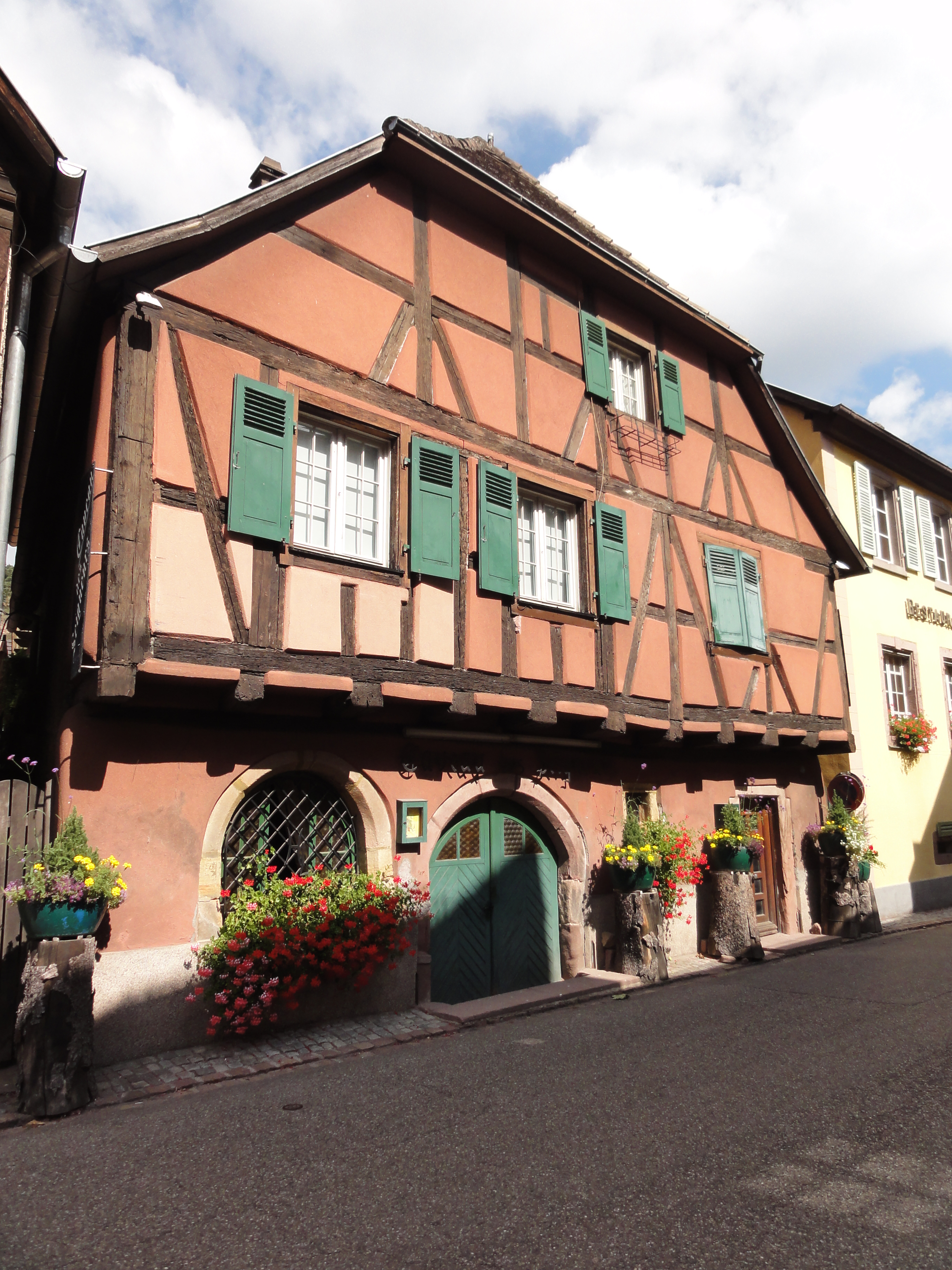
Maison de vigneron (XVIe-XVIIe), 124 rue des Trois-Épis[35].
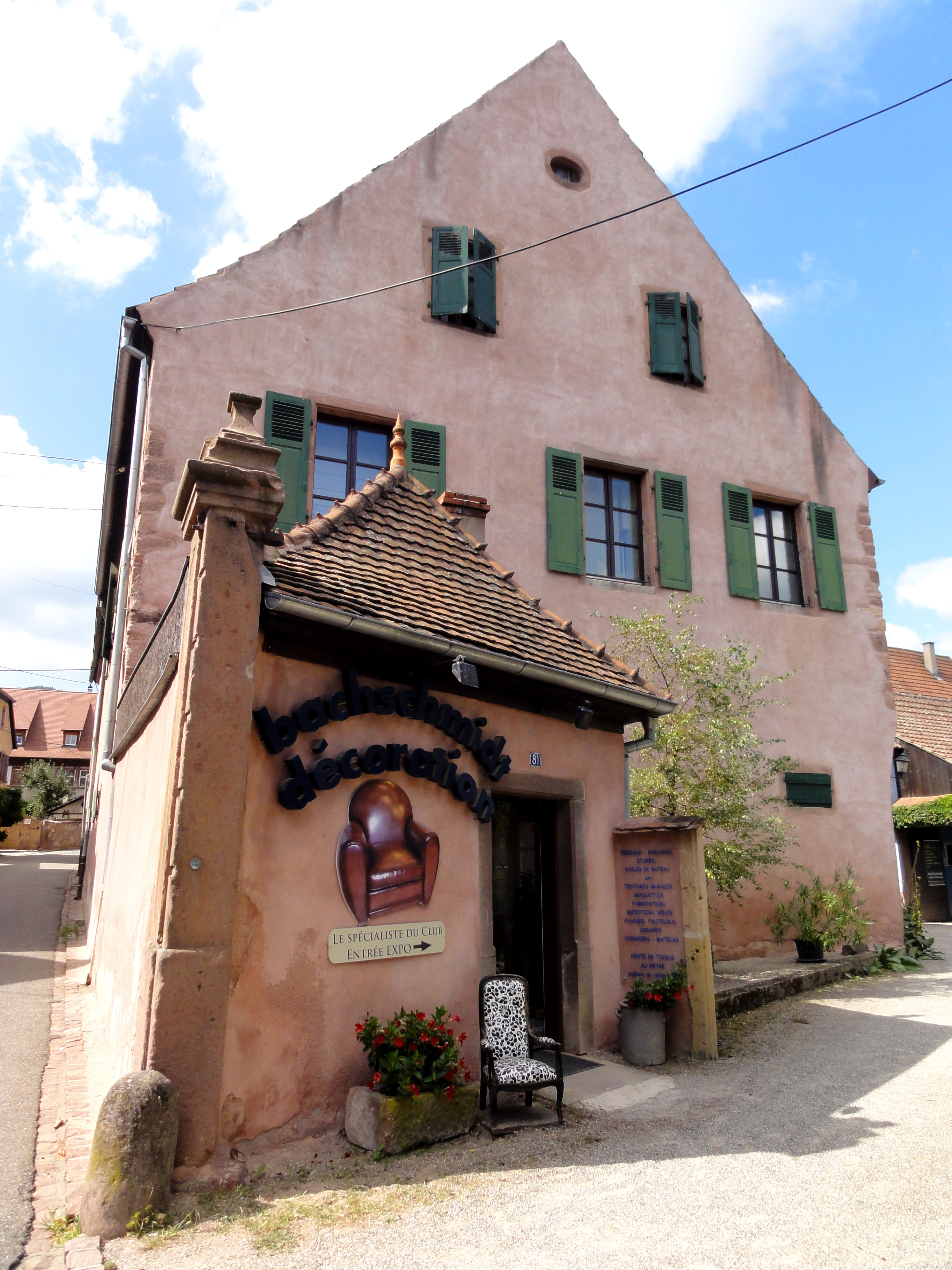
Ancienne maison des chevaliers de Malte (1780)[36], 80-81 rue des Trois-Épis.
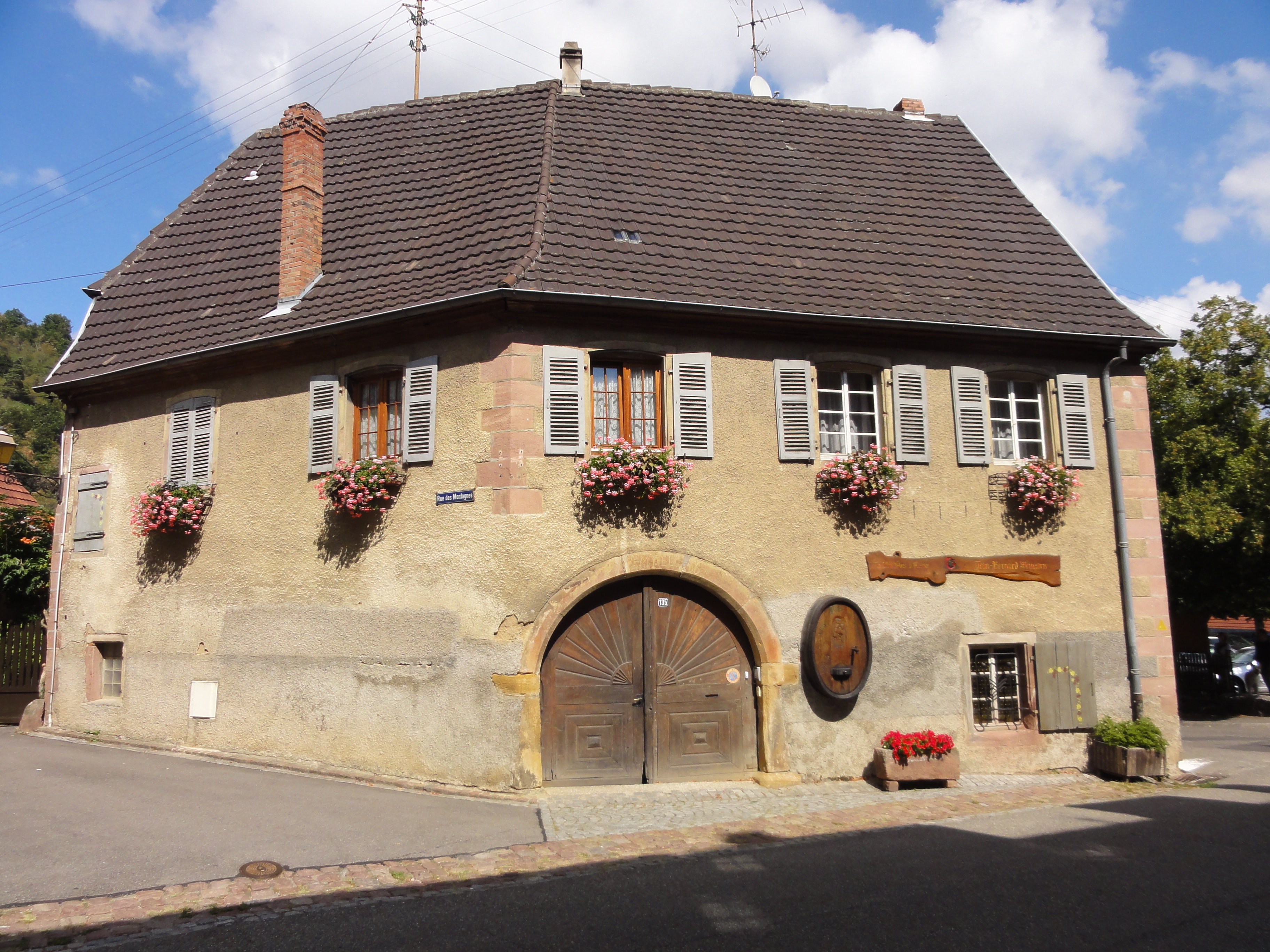
Ancienne auberge Aux-Trois-Rois (XVIIe-XVIIIe), 135 rue des Trois-Épis[37].
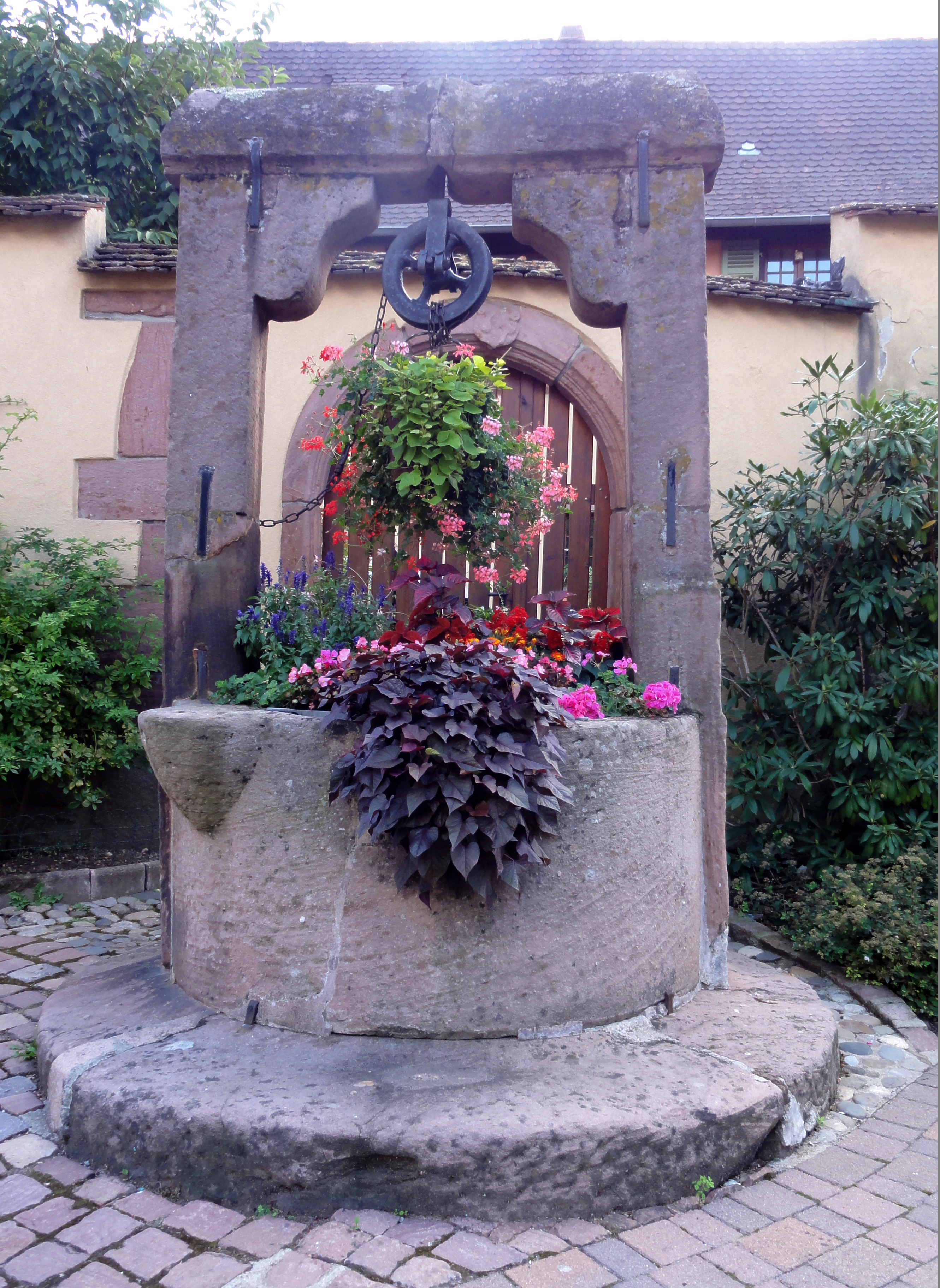
Puits (XVIIe), rue des Eaux[38].

## Personnalités liées à la commune
- Christine Ferber, maître pâtissier-confiseur. Son autorité dans la fabrication des confitures est largement reconnue en France et à l'étranger[39].
- Claire Heitzler, chef pâtissière.

## Jumelages
Sérignac-sur-Garonne (France) qui, elle aussi, a la particularité d'avoir une église avec un clocher tors.

## Les busTrace
Cette commune est desservie par la ligne suivante :
|    |  | Parcours                                                                                | Arrêts dans la commune                                           |
| -- |  | --------------------------------------------------------------------------------------- | ---------------------------------------------------------------- |
| 25 |  | Trois-Épis - Hunabuhl Haut - Niedermorschwihr - Turckheim - Ingersheim - Théâtre - Gare | Niedermorschwihr Mairie - Vogésia - Hunabuhl Bas - Centre - Haut |